# Ariadna bilineata
Ariadna bilineata là một loài nhện trong họ Segestriidae.
Loài này thuộc chi Ariadna. Ariadna bilineata được William Frederick Purcell miêu tả năm 1904.